# Université normale de Shanghai
L'Université normale de Shanghai (abrégé en ShNU en anglais ; en chinois 上海师范大学, Shànghǎi shīfàn dàxué, abrégé en Shanghaishida) est l'une des trois grandes universités municipales de Shanghai. Elle fait partie de la liste du Programme 111. Actuellement, l'université compte environ 43 000 étudiants et 1 500 professeurs et a établi des relations de coopération et d'échange avec 182 universités dans 30 pays et régions.

## Formation
L'université propose 87 programmes de premier cycle liés à 11 matières, couvrant la philosophie, l'économie, le droit, l'éducation, la littérature, l'histoire, les sciences, le génie, les sciences de la gestion, l'agriculture et l'art. En outre, la majeure en langue et littérature chinoises a été autorisée par le Ministère de l’éducation pour favoriser la formation de talents et la recherche universitaire; et la majeure de littérature de la Chine ancienne constitue l'une des quatre bases principales du pays.
En 2005, la Commission municipale de l’éducation de Shanghai a lancé le projet Undergraduate Educational Highland. Cinq programmes majeurs de la SHNU - économie MICE, formation des enseignants, langue et littérature chinoises, communication cinématographique et télévisuelle et anglais - ont été sélectionnés comme programmes clés de ce projet.
La SHNU compte deux disciplines principales et 22 disciplines secondaires pour les programmes de doctorat, deux centres de recherche postdoctoraux et 93 programmes de maîtrise. Après de nombreuses années de travail acharné, l’université a mis en place de nombreuses matières avec leurs avantages et caractéristiques spécifiques. Il existe dans le cercle académique des disciplines influentes telles que la langue et la littérature chinoises, l'histoire, la philosophie, la psychologie, la pédagogie, les mathématiques informatiques et l'astrophysique; et des disciplines qui ont attiré une grande attention dans la société, telles que l'art, la publicité, la gestion du tourisme, l'économie MICE, les matériaux de terres rares et le gène fonctionnel des plantes. Le Centre de recherche sur la culture urbaine est la seule base de recherche en sciences humaines dans les universités locales approuvée par le ministère de l’éducation. Il existe des laboratoires municipaux clés dans le domaine des galaxies et de la cosmologie, trois instituts de recherche en ligne sur la culture urbaine, la science informatique et la linguistique comparée, ainsi qu'un grand nombre de sujets majeurs en cours de développement au niveau municipal ou sous la supervision de Commission de l'éducation de Shanghai.

## Classement
En 2018, la SHNU a été classée 73e des meilleures universités mondiales par la US News (Chine continentale) et 59e au classement QS University: Asia 2018 (Chine continentale).

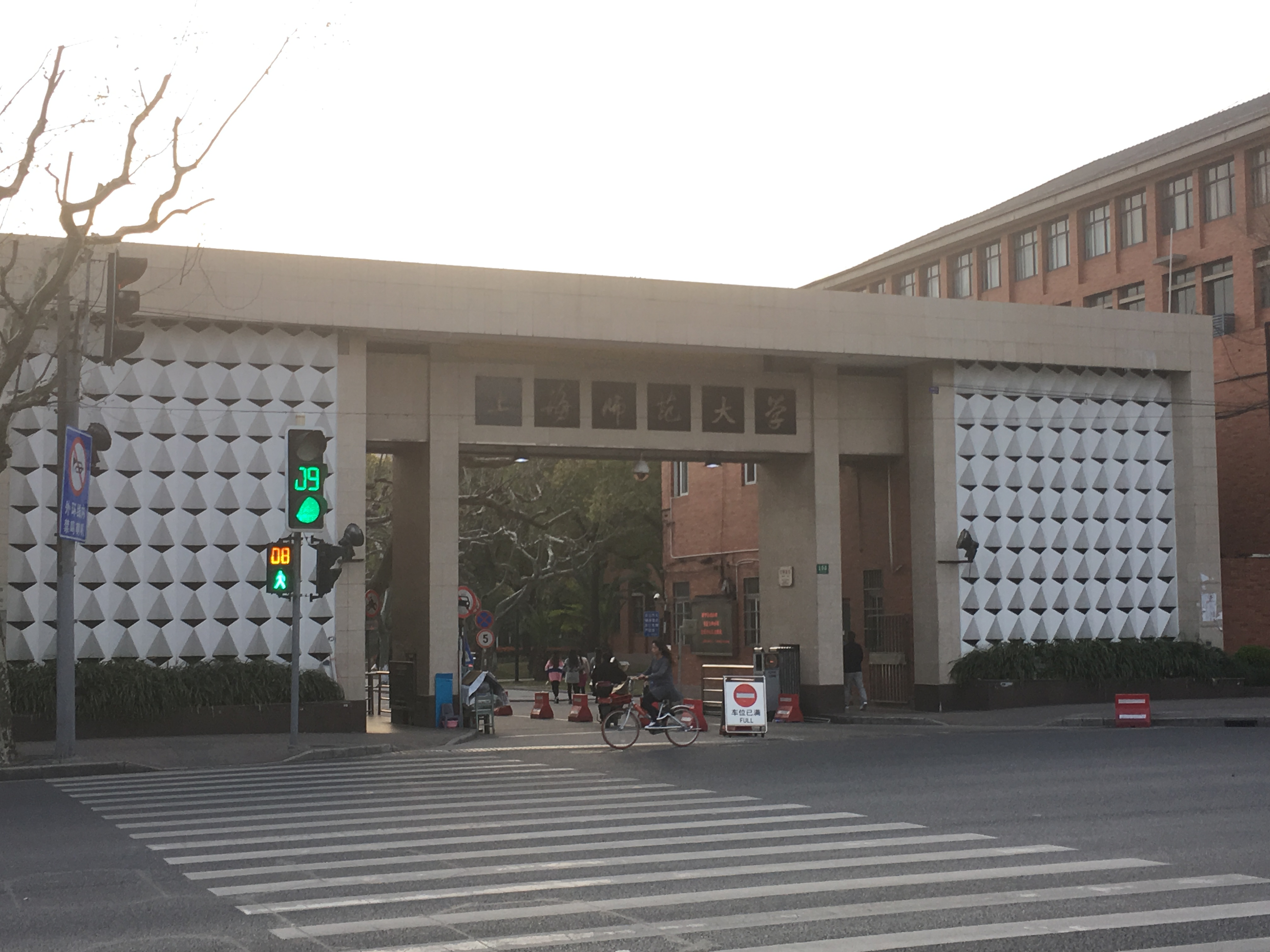

## Implantations
SHNU compte deux campus principaux, le campus Xuhui et le campus Fengxian, couvrant une superficie de plus de 1,62 million de mètres carrés.
Deux bibliothèques centrales hébergent 3,25 millions de livres, 21 banques de données de livres électroniques et quatre magasins de documents de référence rares ou importants. Les immobilisations de l’ensemble de l’université atteignent 1,27 milliard de yuans, parmi lesquelles les installations d’enseignement et le matériel de recherche ont une valeur de 315 millions de yuans.